# Чемпіонат Швеції з футболу 2005: Супереттан
Супереттан 2005 — 6-й сезон у Супереттан, що є другим за рівнем клубним дивізіоном (сформованим у 2000 році) у шведському футболі після Аллсвенскан. 
У чемпіонаті взяли участь 16 клубів. Сезон проходив у два кола, розпочався у квітні й завершився в листопаді 2005 року.
Переможцем змагань став клуб АІК Стокгольм. Разом із ним путівки до вищого дивізіону вибороли з другої позиції «Естерс» та з третього місця ГАІС, який переміг у плей-оф на підвищення.

## Учасники сезону 2005 року
| Клуб                            | Місце в 2004                               |
| ------------------------------- | ------------------------------------------ |
| Еребру СК                       | 8-е в Аллсвенскан                          |
| АІК Стокгольм                   | 13-е в Аллсвенскан                         |
| Треллеборг ФФ                   | 14-е в Аллсвенскан                         |
| ІФК Норрчепінг                  | 4-е                                        |
| «Естерс» ІФ (Векше)             | 5-е                                        |
| ГАІС Гетеборг                   | 6-е                                        |
| Отвідабергс ФФ                  | 7-е                                        |
| Вестерос СК                     | 8-е                                        |
| ФК «Кафе Опера» (Стокгольм)     | 9-е                                        |
| «Броммапойкарна» ІФ (Стокгольм) | 10-е                                       |
| «Вестра Фрелунда» ІФ (Гетеборг) | 11-е                                       |
| Фалькенбергс ФФ                 | 12-е                                       |
| Буден БК                        | 13-е                                       |
| Дегерфорс ІФ                    | 1-е в групі Західний Свеаланд, Дивізіон 2  |
| Юнгшиле СК                      | 1-е в групі Західний Йоталанд, Дивізіон 2  |
| М'єльбю АІФ                     | 1-е в групі Південний Йоталанд, Дивізіон 2 |

## Турнірна таблиця
| Поз | Команда                          | І  | В  | Н  | П  | ГЗ | ГП | РГ  | О  | Підвищення або пониження  |
| --- | -------------------------------- | -- | -- | -- | -- | -- | -- | --- | -- | ------------------------- |
| 1   | АІК Стокгольм (C, P)             | 30 | 19 | 7  | 4  | 56 | 27 | +29 | 64 | Підвищилися в Аллсвенскан |
| 2   | «Естерс» (Векше) (P)             | 30 | 17 | 4  | 9  | 48 | 36 | +12 | 55 | Підвищилися в Аллсвенскан |
| 3   | ГАІС (O, P)                      | 30 | 14 | 10 | 6  | 52 | 35 | +17 | 52 | Плей-оф на підвищення     |
| 4   | Юнгшиле СК                       | 30 | 13 | 11 | 6  | 41 | 29 | +12 | 50 |                           |
| 5   | Еребру СК                        | 30 | 12 | 9  | 9  | 40 | 32 | +8  | 45 |                           |
| 6   | «Броммапойкарна» (Стокгольм)     | 30 | 13 | 5  | 12 | 48 | 42 | +6  | 44 |                           |
| 7   | ІФК Норрчепінг                   | 30 | 12 | 8  | 10 | 44 | 40 | +4  | 44 |                           |
| 8   | Фалькенбергс ФФ                  | 30 | 11 | 8  | 11 | 38 | 43 | −5  | 41 |                           |
| 9   | «Весбю Юнайтед» (Уппландс-Весбю) | 30 | 11 | 6  | 13 | 32 | 40 | −8  | 39 |                           |
| 10  | Отвідабергс ФФ                   | 30 | 9  | 11 | 10 | 36 | 32 | +4  | 38 |                           |
| 11  | Треллеборг ФФ                    | 30 | 9  | 9  | 12 | 34 | 34 | 0   | 36 |                           |
| 12  | М'єльбю АІФ                      | 30 | 9  | 8  | 13 | 44 | 49 | −5  | 35 |                           |
| 13  | Дегерфорс ІФ                     | 30 | 9  | 7  | 14 | 31 | 36 | −5  | 34 |                           |
| 14  | Буден БК (R)                     | 30 | 9  | 5  | 16 | 28 | 48 | −20 | 32 | Вибули в Дивізіон 1       |
| 15  | Вестерос СК (R)                  | 30 | 7  | 6  | 17 | 35 | 62 | −27 | 27 | Вибули в Дивізіон 1       |
| 16  | «Вестра Фрелунда» (Гетеборг) (R) | 30 | 7  | 4  | 19 | 32 | 54 | −22 | 25 | Вибули в Дивізіон 1       |

## Плей-оф на підвищення
Команди, які зайняли в сезоні 2005 року 12-е місце в Аллсвенскан і 3-є в Супереттан, виборювали право виступити в найвищому дивізіоні:
| Команда 1       | Рахунок | Команда 2       |
| --------------- | ------- | --------------- |
| 26 жовтня 2005  |         |                 |
| ГАІС            | 2-1     | Ландскруна БоІС |
| 30 жовтня 2005  |         |                 |
| Ландскруна БоІС | 0-0     | ГАІС            |

Клуб ГАІС Гетеборг здобув право виступати в Аллсвенскан у сезоні 2006 року.

## Найкращі бомбардири сезону
| Гравець           | Клуб           | Голи |
| ----------------- | -------------- | ---- |
| Бруно Сантуш      | ІФК Норрчепінг | 16   |
| Вільтон Фігуіреду | ГАІС           | 15   |